# 钻裂风铃草
钻裂风铃草（学名：Campanula aristata）是桔梗科风铃草属的植物。分布于克什米尔地区、锡金以及中国大陆的陕西、西藏、甘肃、云南、青海、四川等地，生长于海拔3,500米至5,000米的地区，多生于草丛以及灌丛中，目前尚未由人工引种栽培。

## 别名
针叶风铃草（云南热带亚热带植物区系研究报告）